# El Chamizal, Veracruz
El Chamizal är en ort i Mexiko.   Den ligger i kommunen Hueyapan de Ocampo och delstaten Veracruz, i den sydöstra delen av landet, 400 km öster om huvudstaden Mexico City. El Chamizal ligger 196 meter över havet och antalet invånare är 436.
Terrängen runt El Chamizal är huvudsakligen kuperad, men åt sydväst är den platt. Runt El Chamizal är det ganska glesbefolkat, med 47 invånare per kvadratkilometer. Närmaste större samhälle är San Andres Tuxtla, 19,0 km norr om El Chamizal. Omgivningarna runt El Chamizal är en mosaik av jordbruksmark och naturlig växtlighet.